# Война с повстанцами «шифта»
Война с повстанцами «шифта» (англ. Shifta War, также известна как кенийско-сомалийская война и Гаф даба, Gaf Daba на языке борана) — война между Кенией и Сомали за контроль над спорной Северо-Восточной провинцией Кении в 1963—1967 годах. Причиной войны стала попытка Сомали присоединить населённую преимущественно сомалийцами кенийскую Северо-Восточную провинцию. Война получила своё название от амхарского слова «шифта» (бандит).

## Ход войны
В 1963 году в Северо-Восточной провинции Кении начали действовать повстанческие группировки сомалийцев, которые выступали за объединение данной провинции с Сомали.  Кенийские власти называли повстанцев словом «шифта» (бандиты). Также Кения отрицала существование национальной подоплёки в этом конфликте, по их мнению это была борьба с обыкновенным бандитизмом. Повстанцы копировали тактику движения Мау-мау, которое воевало против Британской Империи.
Сомали не могло оказать более-менее серьёзную поддержку повстанцам, так как в вооружённых силах служило всего 5 000 военнослужащих. Однако кенийские власти заявили, что Кения объявит войну Сомали, если последнее не прекратит вооружать сепаратистов. Кения начала крупную военную операцию против повстанцев в 1967 году и одержала победу. Силы повстанцев были разгромлены, власти Сомали не рискнули в открытую вступать в войну, опасаясь полного разгрома своих вооружённых сил.
Соединенные Штаты сохраняли беспристрастное отношение в ходе нападения сомалийских войск на Эфиопию и Кению. Военные действия закончились в апреле 1964 года при посредничестве Судана, действующего под эгидой ОАЕ.

## Последствия
Кенийцы сумели разгромить сепаратистское подполье в Северо-Восточной провинции, Сомали отказалось от планов включить данную территорию в состав т. н. Великого Сомали. Слово «шифта» прочно вошло в лексикон кенийцев и стало ругательным прозвищем сомалийцев.